# باربرا جونسون تاكر
باربرا جونسون تاكر (بالإنجليزية: Barbara Johnson Tucker)‏ هي مغنية أمريكية، ولدت في 1944م.

## حياتها
ولدت تاكر في كونرو، بتكساس في 28 يونيو 1944م لإرنست جيمس وآني إلويز (لوسون) جونسون، وكلاهما من مونتغمري، تكساس. عندما كانت طفلة، غنت تاكر مع والدتها وإخوتها (الأخت جوي وشقيقها بود) كعائلة جونسون في كنيستهم في هيوستن، القدس المعمدانية، ومنطقة ساحل الخليج. العديد من الأغاني التي غنوها كتبها والدتها إلويز. وهي عضو في كنيسة الرجاء الصالح التبشيرية المعمدانية، حيث القس د. كوفيلد هو القس.
التحقت تاكر بمدارس هيوستن بما في ذلك مدرسة جاك ييتس الثانوية وجامعة تكساس الجنوبية. لمدة فصل دراسي واحد، عملت كمستشارة صوت في قسم الفنون الجميلة في TSU.
كانت متزوجة من الراحل كيرميت تاكر ولديهما طفل واحد، ابنه روبرت كريستيان تاكر، الذي أعطاهم حفدين، ماثيو جوناثان وتشيلسي جناي تاكر.

## مسار مهني
تاكر هي فنانة ومنتجة شهيرة مقرها في هيوستن. كانت عازفة منفردة للنشيد في مباريات هيوستن أويلرز لكرة القدم وهيوستن روكتس لكرة السلة وعلى التلفزيون المسيحي المحلي.
في عام 1969، غامرت تاكر بالذهاب إلى مدينة نيويورك لمدة عام واحد (تركت وظيفتها مع خدمة البريد الأمريكية) وحصلت على الدور الغنائي الوحيد في طاقم التمثيل المكون من 60 عضوًا في مسرحية The Great White Hope التي قام ببطولتها جيمس إيرل جونز. قادت فريق الممثلين في "أغنية الجماعة" على الهارب جاك جونسون. وأثناء وجودها أيضًا في نيويورك، قامت بأول حفل موسيقي لها في قاعة كارنيجي ريسيتال وصورت العديد من الإعلانات التجارية المعروضة على المستوى الوطني.
غنت تاكر في جنازة الدولة عام 1989 لعضو الكونغرس ميكي ليلاند.
في عام 1992، بعد عودتها إلى المنزل، تقاعدت من منصبها كمدير في شركة Southwestern Bell Telephone Company. ثم قدمتها كنيستها في أول حفل موسيقي لها بدوام كامل للخدمة.
اكتسبت تاكر شهرة عالمية كأول فنانة تسجل الفيلم الشهير "اطلب خطواتي" للمخرج جلين إدوارد بيرلي. أصدرت تاكر ألبومًا حصل على جائزتي Texas Gospel Music Awards في عام 1993: أفضل ألبوم جديد وأغنية العام.
غنت تاكر في عام 1996 في جنازة رسمية لعضو مجلس النواب الأمريكي باربرا جوردان.
في سبتمبر 2000، تم تقديمها في حفلة موسيقية في مركز كينيدي في واشنطن العاصمة من قبل عضو الكونغرس عن تكساس شيلا جاكسون لي.